# Tadeusz Augustyniak
Tadeusz Augustyniak (ur. 1 marca 1930 w Krakowie, zm. 6 stycznia 2011 tamże) – polski pilot, nestor polskiego ratownictwa śmigłowcowego, współtwórca (inni piloci: Janusz Siemiątkowski i Zbigniew Rawicz) ratownictwa śmigłowcowego w Tatrach, ratownik Tatrzańskiego Ochotniczego Pogotowia Ratunkowego, członek honorowy TOPR.

## Życiorys

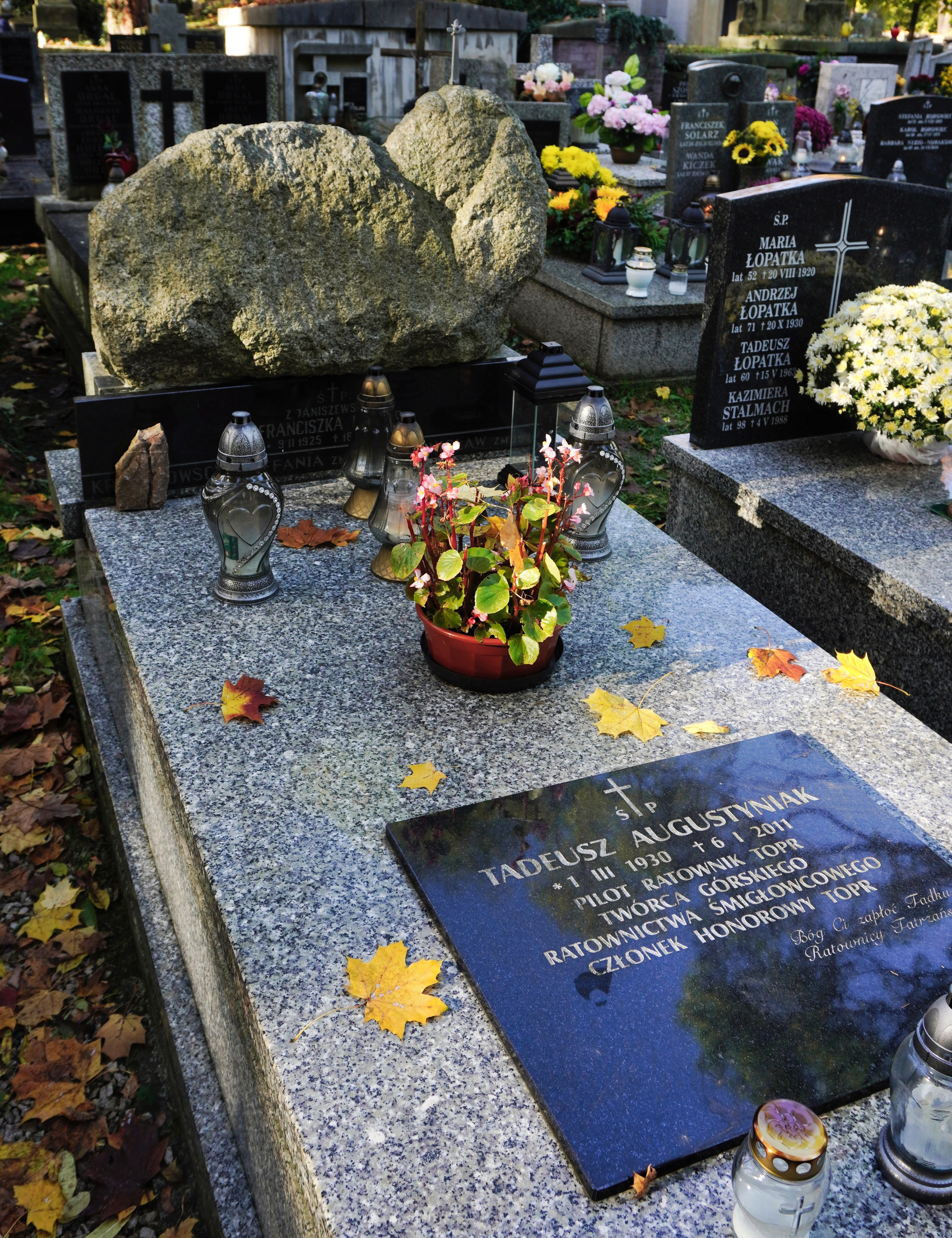
Grób Tadeusza Augustyniaka na Cmentarzu Rakowickim w Krakowie

Tadeusz Augustyniak ukończył szkołę średnią z dyplomem tele-radiotechnika oraz Cywilną Szkołę Pilotów i Mechaników w Ligocie Dolnej.
Pracował początkowo w Zakładach Kinotechnicznych w Krakowie, a później w Wytwórni Filmów Oświatowych jako asystent operatora. Od początku istnienia, od 1946 roku działał w Aeroklubie Krakowskim. Początkowo, w latach 1946–1947 szkolił się na szybowcach, zdobywając wiedzę nawigacyjną i zapoznając się z warunkami wietrzno-termicznymi, od 1948 roku kolejno pełnił w Aeroklubie funkcję prezesa, kierownika, szefa wyszkolenia i kierownika sekcji samolotowej.
W 1959 roku rozpoczął pracę w Zespole Lotnictwa Sanitarnego w Krakowie. Należał do pierwszej, większej grupy pilotów lotnictwa sanitarnego, szkolonych w pilotażu śmigłowcowym, które przeszedł w Wyższej Szkole Oficerskiej Sił Powietrznych w Dęblinie w 1960 roku.
Od 1961 roku współtworzył bazę lotnictwa sanitarnego w Sanoku (drugim pilotem był Jerzy Mendyka) będącą zabezpieczeniem dla rejonu Bieszczadów. W 1962 roku zorganizował zakup śmigłowca SM-1 dla krakowskiego Zespołu Lotnictwa Sanitarnego. Rozpoczął współpracę z TOPR. Pierwszy lot ratunkowy wykonał w 1963 roku, transportując do szpitala turystę, który w rejonie Pięciu Stawów złamał nogę. Na tym jednosilnikowym śmigłowcu wykonał lądowanie autorotacyjne w rejonie Lubonia Wielkiego w Gorcach – transportując dzieci do szpitala w Rabce. Od 1975 roku w Zakopanem zorganizował regularne dyżury śmigłowców (Mi-2). Był gorącym orędownikiem wprowadzenia na potrzeby TOPR śmigłowca Sokół. 

Augustyniak stworzył nowy rozdział Instrukcji Wykonywania Lotów w Lotnictwie Sanitarnym dotyczący korzystania ze śmigłowców w terenie górskim. Szkolił pilotów śmigłowcowych w celach ratownictwa górskiego i morskiego. Spędził w powietrzu ponad 8 tysięcy godzin. Wspominał: 

Wciąż mam w pamięci początki mojego latania w górach, w tym tą pierwszą akcję tatrzańską w Dol. Pięciu Stawów. Z lat nieco późniejszych pamiętam wypadek w rejonie Rysów, gdzie z Maćkiem Gąsienicą na pokładzie, improwizując, dorzuciliśmy linę do rannego taternika, zdjęliśmy go ze ściany i przenieśli w powietrzu na zamarzniętą płytę Czarnego Stawu. Widziałem takie akcje na szkoleniu w Zermatt, ale mój śmigłowiec nie miał wtedy wyciągarki i reszty potrzebnego w takich razach sprzętu. Pamiętam też pierwsze loty nocne w Tatrach. Po raz pierwszy leciałem tak do Polany Chochołowskiej. Leciałem nisko, świecąc sobie reflektorami, bo przecież MI2 nie miał takich przyrządów do nawigacji jakie ma dziś Sokół. Czasem bywało zabawnie: W czasie swoich pobytów na Groniku zachodził do nas na lądowisko w Zakopanem pułkownik Hermaszewski i bardzo go nasza praca interesowała. Zaproponowałem mu uczestnictwo w locie transportowym na Gąsienicową. Nad Halą podleciałem pod ściany, by pokazać jak robimy to w górach. Widać było na jego twarzy emocje, a po wylądowaniu powiedział, że było to dla niego ogromne przeżycie. Wiele akcji, wiele lotów, wiele wspomnień... Wylatałem 5100 godzin na różnych typach samolotów oraz 3200 godzin na śmigłowcach. Ponad rok mojego życia spędziłem w powietrzu. Miałem szczęście – w moim przypadku liczba startów równa była liczbie lądowań....

Od 1991 roku był na emeryturze, ale latał (na pół etatu – śmigłowiec Mi-2) do 1994 roku. W 1999 roku nadano mu tytuł honorowego członka TOPR. Prezes TOPR Józef Janczy mówił wtedy: 

Dzięki jego działaniom powstała pierwsza i jedyna w Polsce szkoła ratownictwa śmigłowcowego, z której wyrośli uczniowie, udzielający pomocy ludziom w górach według wiedzy, jaką wynieśli ze szkoły najlepszego mistrza i nauczyciela.

Tadeusz Augustyniak został pochowany 13 stycznia 2011 roku na cmentarzu Rakowickim w Krakowie.
O jego pracy ratowniczej i przyjaźni z ratownikiem TOPR Maciejem Gąsienicą nakręcono film dokumentalny „Ratunek nadchodzi z nieba” w reżyserii Jerzego Porębskiego (2010).

## Odznaczenia
- Krzyż Komandorski Orderu Odrodzenia Polski
- Medal za Ofiarność i Odwagę – dwukrotnie.